# Nicole Bolleyer
Nicole Bolleyer (* 31. März 1978 in Germersheim) ist eine deutsche Politikwissenschaftlerin.

## Leben
Von 1997 bis 2002 studierte sie den Magisterstudiengang Politikwissenschaft, Deutsch, Literaturwissenschaft und Öffentlichen Recht  an der Universität Mannheim. Von 2003 bis 2007 erwarb sie den Doktorgrad am European University Institute bei Adrienne Héritier und Peter Mair. Von 2015 bis 2020 lehrte sie als Professorin für Vergleichende Politikwissenschaft an der Universität Exeter. Seit Januar 2021 lehrt sie an der LMU München und ist dort Inhaberin des Lehrstuhls für Vergleichende Politikwissenschaft.

## Schriften (Auswahl)
- Intergovernmental cooperation. Rational choices in federal systems and beyond. Oxford 2009, ISBN 0-19-957060-4.
- New parties in old party systems. Persistence and decline in seventeen democracies. Oxford 2013, ISBN 0-19-964606-6.
- The state and civil society. Regulating interest groups, parties, and public benefit organizations in contemporary democracies. Oxford 2018, ISBN 978-0-19-875858-7.